# يوليوس روسكا
يوليوس روسكا (بالألمانية: Julius Ruska)‏ (1867 - 1949 م) هو مستشرق ألماني من كبار الباحثين في تاريخ العلوم في الإسلام.
ابنه هو إرنست روسكا.

## وصلات خارجية
- يوليوس روسكا والعلوم عند العرب والمسلمين - عدنان جواد الطعمة